# Dekarboxyláza
Dekarboxylázy, též karboxylyázy, jsou enzymy ze skupiny lyáz, které odstraňují karboxylové skupiny z organických sloučenin; mohou například katalyzovat dekarboxylace aminokyselin a alfa-ketokyselin.

## Rozdělení
Dekarboxylázy mají číslo EC 4.1.1.
Obvykle bývají nazývány podle substrátů, jejichž dekarboxylaci zprostředkovávají, například pyruvátdekarboxyláza katalyzuje dekarboxylaci pyruvátu.

## Příklady
- Dekarboxyláza aromatických L-aminokyselin
- Glutamátdekarboxyláza
- Histidindekarboxyláza
- Ornitindekarboxyláza
- Pyruvátdekarboxyláza
- Uroporfyrinogen III-dekarboxyláza